# Panfilo reale
Un panfilo reale è un'imbarcazione usata da un sovrano o da una casa reale. Se il monarca è un imperatore si parla di panfilo imperiale. La maggior parte dei panfili reali sono costruiti e gestiti a spese dello stato, e spesso anche il personale a bordo appartiene alla Marina Militare della nazione. I panfili reali sono utilizzati sia come imbarcazioni di rappresentanza in occasione di cerimonie e visite ufficiali, sia per il tempo libero della famiglia reale.

## Storia

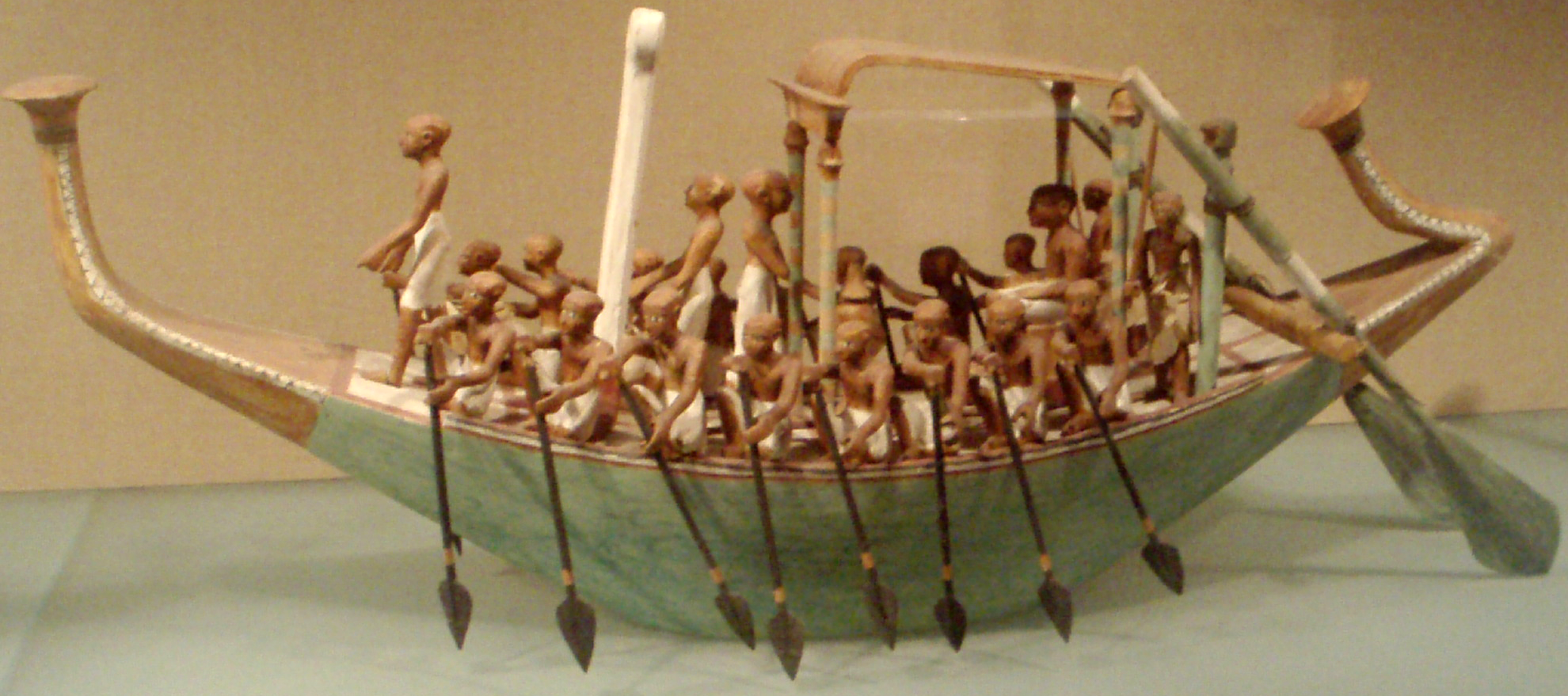
Imbarcazione funeriaria di Meketre

Imbarcazioni cerimoniali si usavano già nell'antichità, in particolare abbiamo molte testimonianze di barche reali egizie che navigavano lungo il Nilo: fra di esse la barca solare di Cheope e la "Splendore di Aton" di Akhenaton.
La tradizione delle barche reali egizie proseguì sotto la dinastia Tolemaica. I sovrani di questa dinastia avevano grandi barche cerimoniali chiamate θαλαμεγά (thalamegà). Appiano racconta che Tolomeo II aveva una flottiglia di barche reali rivestite d'oro. Ateneo descrive la Thalamegos fatta costruire da Tolomeo IV: un palazzo di marmo a due piani appoggiato su di un catamarano. Infine Plutarco descrive la barca su cui Cleopatra ricevette Marco Antonio.
Analoghe residenze galleggianti furono le navi di Nemi costruite da Caligola.
Infine si deve menzionare la piccola nave rossa dell'imperatore Yang Ti della dinastia Sui.
Normalmente si indicano come primi sovrani appassionati di velieri da diporto Carlo II d'Inghilterra e Pietro il Grande di Russia, vissuti fra la fine del Seicento e l'inizio del Settecento. A partire da quest'epoca in Gran Bretagna gli yacht reali divennero un'istituzione: ogni sovrano ne aveva a disposizione più di uno, ed erano distinti dalle altre navi dalla sigla HMY.
Nel corso del XIX secolo anche le altre case regnanti europee si dotarono di panfilo reale (o imperiale). La regina Vittoria fu particolarmente appassionata e si fece costruire, a spese del parlamento, ben tre panfili "principali" (tutti chiamati Victoria and Albert) più altre imbarcazioni d'appoggio, dette "tenders".
Fra il 1869 e il 1914 ci furono molte occasioni in cui si radunavano vari panfili reali. Da un lato si trattava di eventi annuali, come la settimana di Cowes e quella di Kiel; dall'altro lato occasioni particolari, come le inaugurazioni dei canali di Suez (1869) e di Kiel (1895), videro imponenti cortei di panfili reali. In Italia si svolse una parata navale in occasione dell'inaugurazione della Esposizione Italo-Americana di Genova del 1892.
I panfili erano anche motivo di competizione fra le nazioni. L'imperatore germanico Guglielmo II nel 1893 varò il SMY Hohenzollern, che era più lungo del Victoria and Albert II. A sua volta lo Štandart di Nicola II di Russia raggiungeva la lunghezza dell'Hohenzollern. Si trattava di evidenti sfide al primato britannico. Così nel 1899 il parlamento di Londra approvò la costruzione del Victoria and Albert III di 120 metri.
La prima guerra mondiale pose fine a questa passione, innanzitutto perché molte monarchie caddero in seguito alla Guerra; ma soprattutto perché il costo a carico dello stato non sembrava più giustificato e nel frattempo si erano sviluppati altri mezzi di trasporto più rapidi e sicuri.

## Panfili reali per nazione

### Abu Dhabi
- Azzam (2013-)

### Arabia Saudita

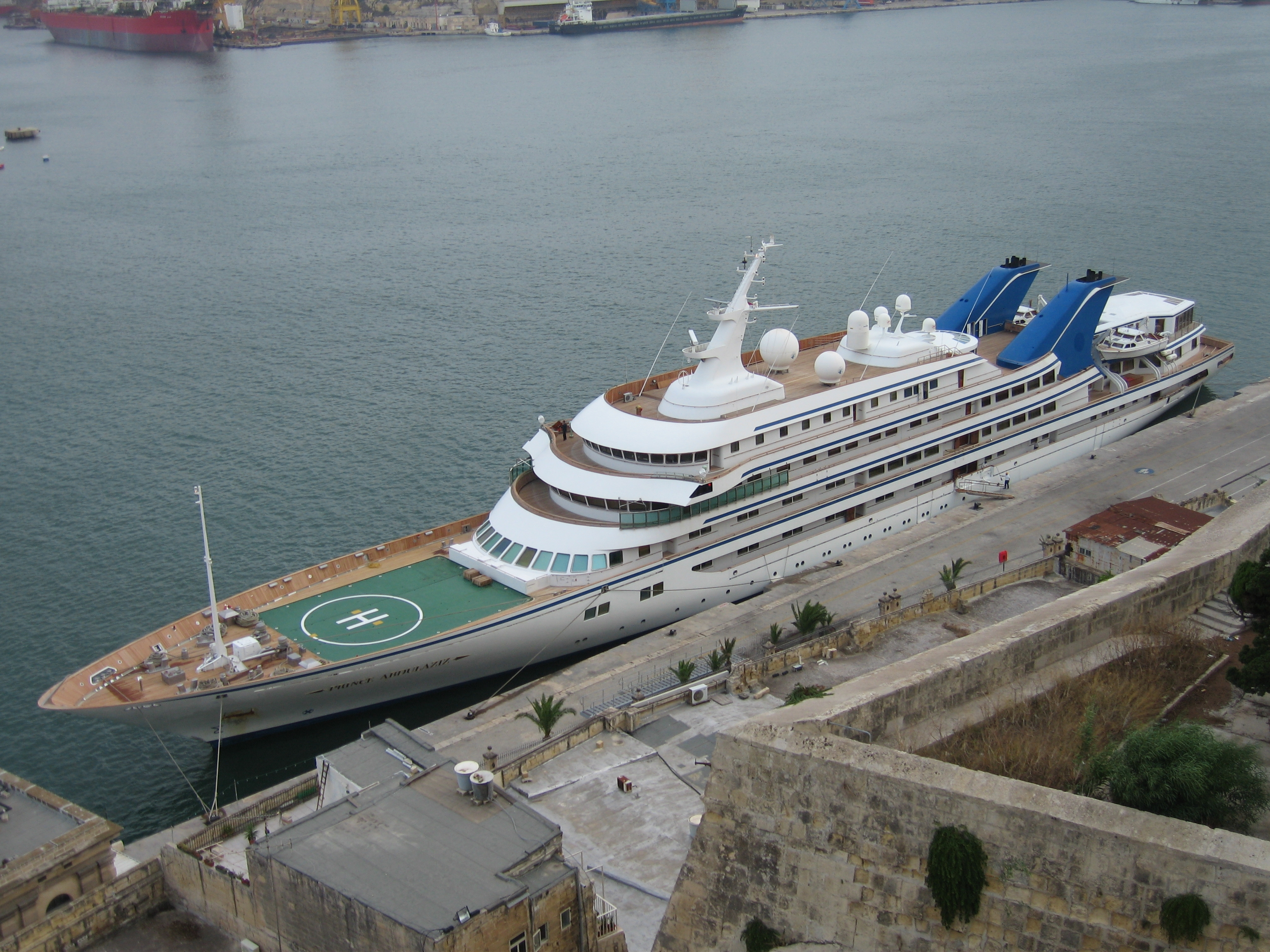
Il Prince Abdulaziz a Malta

- Issham al Baher (1973–)
- Al Riyadh (1978–)
- Prince Abdulaziz (1984–)
- Al Salamah (1999–)

### Austria-Ungheria
- SMS Greif[8]
- Miramar[9]
- Fantasie[1]

### Belgio
- Alberta (1898-1910)[10]
- ALPA

### Bulgaria
- Nadiejda[8]

### Danimarca

Il Dannebrog alle isole Farøer

- HMDY Sophia Amalia (1650–?)
- HMDY Elephanten (1687–1721)
- HMDY Kiel (1824–1840)
- HDMY Ægir (1841–1855)
- HMDY Slesvig (1855–1879)[8]
- HDMY Dannebrog (1879–1932)[8]
- HDMY Dannebrog (1932–oggi)[8]

### Dubai
- Dubai[11]

### Egitto
- Mahroussa[12], poi ribattezzato El Horria (1866–1951)

### Francia
- Jerôme Napoléon[8]
- La Reine Hortense[8]
- Aigle (1859-1870)[1].

### Germania
- SMY Hohenzollern (1878–1912), ribattezzato SMY Kaiseradler nel 1892[8].
- SMY Hohenzollern II (1893–1914)[8]
- SMY Hohenzollern III (iniziato nel 1914 e mai terminato).

L'avviso della Kriegsmarine Grille fu costruito come panfilo di stato per Adolf Hitler.

### Giappone
- Jingei (1873-1886)
- Hatsukaje (1902-1950)
- Hasidate (1999-)

### Gran Bretagna
- HMY Mary (1661-1675)
- HMY William & Mary (1695-1800)

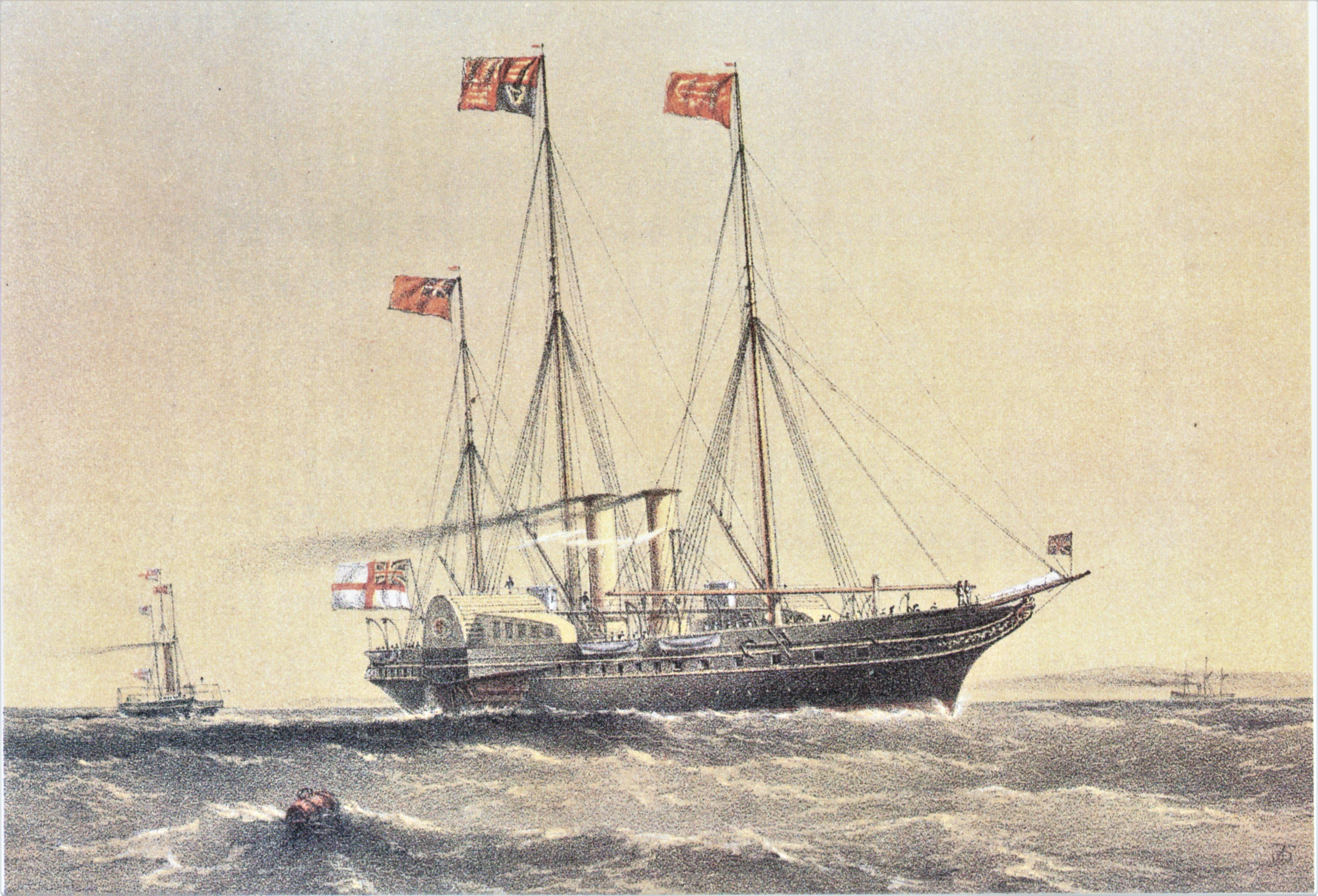
Il HMY Victoria and Albert II

- HMY Royal Caroline (1750 - 1820), ribattezzato Royal Charlotte nel 1761
- HMY Royal Sovereign (1804-1849)
- HMY Royal George (1817-1842)
- HMY Victoria and Albert (1843-1855) poi ribattezzato Osborne (1855-1867)
- HMY Victoria and Albert (II) (1855-1900)
- HMY Victoria and Albert (III) (1901-1937)
- HMY Britannia (1954-1997)

Dopo l'uscita di servizio del Britannia nel 1997 la casa reale inglese non ha più un panfilo.

### Grecia
- Amphitrite
- Spaktena[8]

### Hawaii

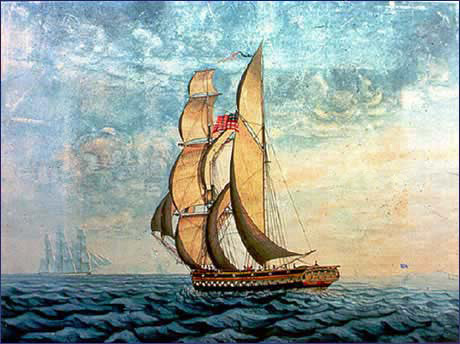
Il Haʻaheo o Hawaiʻi

- Haʻaheo o Hawaiʻi ("Orgoglio delle Hawaii")[13], già Cleopatra's Barge (1820–1824)
- Kamehameha III (-1849)

### Iran
- Shahsevar (1929-1979)[14]

### Italia
- Savoia (1883-1904)[8]
- Trinacria (1900-1925)[8]
- Savoia (1923-1944)[15]

### Jugoslavia
- Dubrovnik[8] (1931-1945)
- Dragor[8] (1928- ?)
- Vila[8]

### Monaco
- Hirondelle I (1873- ?), usata come nave oceanografica[16]
- Princesse Alice I (1892-1897), usata come nave oceanografica
- Princesse Alice II (1897- ?), usata come nave oceanografica
- Hirondelle II (1911- ?), usata come nave oceanografica
- Deo Juvante II (1956-1958)
- Albercaro
- Carostephal

### Norvegia

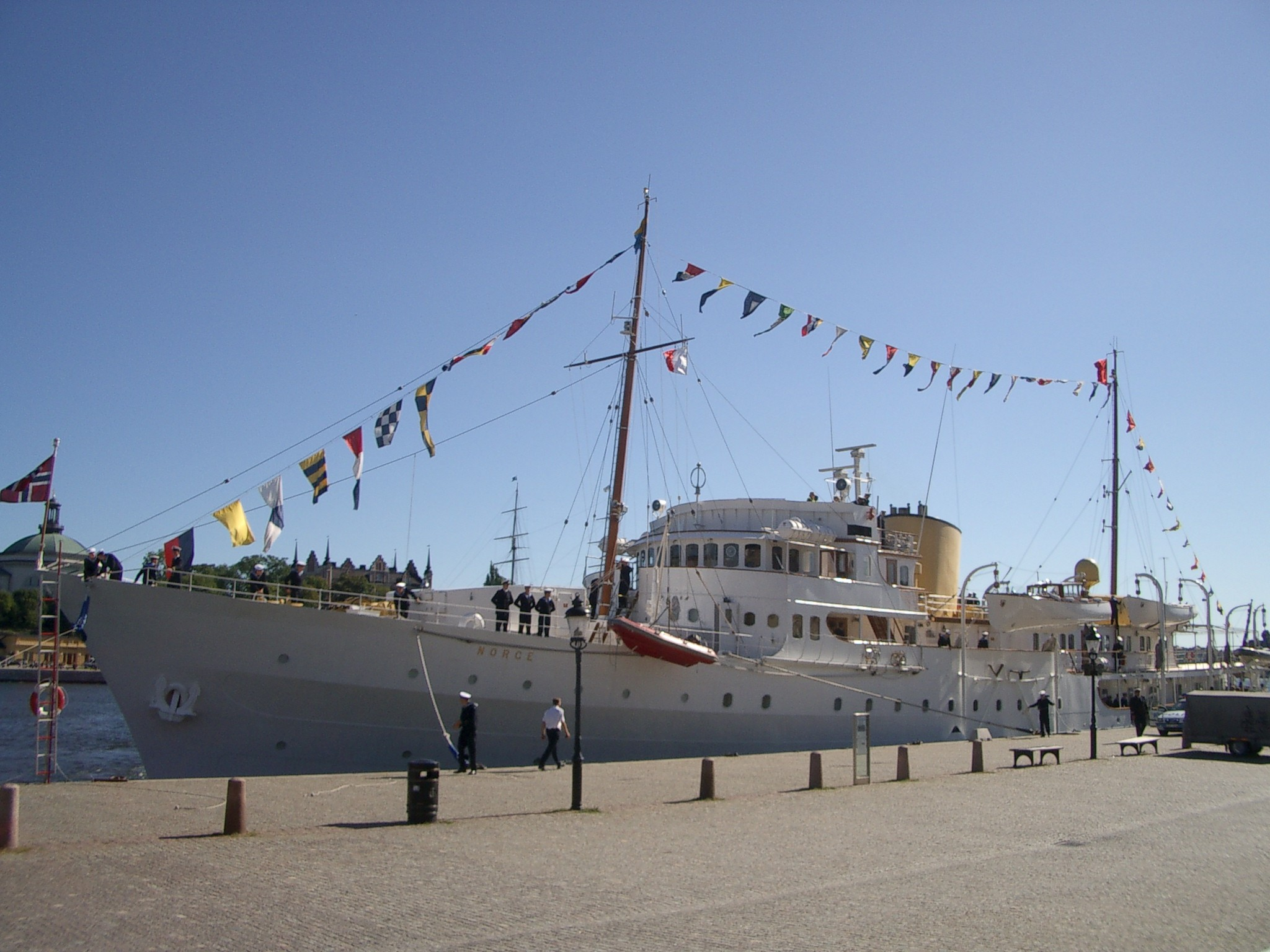
Il Norge a Stoccolma

- HNoMS Heimdal (1892–1946)
- Stjernen I (1899–1940)
- Stjernen II (1945–oggi)
- HNoMY Norge (1947–oggi)[8]
- HNoMS Horten (1985)

### Oman
- Al Said (155 m[17]) (2007-)
- Fulk al Salamah[18] (136 m) (1987)[19]
- Loaloat Al Behar (103,85 m) (1982)
- Zinat al Bihaar (61)[20] (1988-)
- Al-Noores (33.5 m[21]) (1982)

### Impero Ottomano
- Tesrifiye[8] (1880-1893)
- İzzeddin
- Sultaniye
- Talia[22]
- Ertuğrul[8]

### Paesi Bassi
- De Leeuw[8]
- Piet Hein[8] (1937- ?)
- Valk[8]
- De Groene Draeck (1957–oggi)

### Portogallo
- Veloz (22,6 m): 1858[8]
- Sirius (22,5 m): 1876[8]
- Amélia I (35 m): 1888[8]
- Amélia II (45 m): 1897[8]
- Amélia III (55 m): 1898[8]
- Amélia IV (70 m): 1901

### Romania
- Luceafarul[8]

### Russia
- Alexandria (I) (1851–1906)
- Štandart (I) (1857–1892)
- Deržava (1871–1905)
- Carevna (1874–1917)
- Livadia (1873–1878)
- Livadia (1880–1926)
- Poljarnaja Zvezda (1890-1917/1961)[8]
- Alexandria (II) (1904-1917/1927)
- Štandart (II) (1895-1917)[23]

### Santa Sede
- Immacolata Concezione[1]

### Sarawak
- SS Vyner Brooke

### Spagna
- Giralda (1894-1921)[24]

### Svezia
- Amphion[8] (1778-1850)

### Zanzibar
- HHS Glasgow.